# لو (خواننده)
لَوْ (انگلیسی: Lauv؛ زادهٔ ۸ اوت ۱۹۹۴) با نام اصلی Ari Staprans Leff خواننده اهل آمریکا است. وی از سال ۲۰۱۵ میلادی تاکنون مشغول فعالیت بوده‌است. مشهورترین ترانه‌های وی از خودم بیشتر خوشم میاد، «دیگری» و عشق آسان است.